# Svjetsko prvenstvo u odbojci za žene 2010.
16. Svjetsko prvenstvo u odbojci za žene 2010.(2010 FIVB Women's World Championship) održavalo se u Japanu od 29. listopada do 14. studenog 2010. Na prvenstvu su sudjelovale 24 reprezentacije koje su bile prednatjecanju podijeljene u 4 grupe po 6 ekipa. Svjetske prvakinje su postale ruskinje koje su obranile titulu osvojenu 2006. godine.

## Sudionici
Na svjetsko prvenstvo bez kvalifikacija plasirali su se Rusija kao svjetski prvak iz 2006. i Japan kao domaćin. Svi ostali su igrali kvalifikacije u svojim kontinetalnim zonama.
| Afrika                                                 | Azija & Oceanija | Sjeverna Amerika | Južna Amerika                                         | Europa |
| skupina C pobjednik: Kenija skupina D pobjednik: Alžir | domaćin: Japan skupina D pobjednik: NR Kina skupina D 2. mjesto Tajland skupina E pobjednik: Južna Koreja skupina E 2. mjesto: Kazahstan | skupina F pobjednik: Kuba skupina G pobjednik: SAD skupina H pobjednik: Dominikanska Republika skupina I pobjednik: Portoriko pobjednik doigravanja: Kanada 2. mjesto u doigravanju: Kostarika | skupina B pobjednik: Brazil skupina B 2. mjesto: Peru | svjetski prvak Rusija skupina H pobjednik: Italija skupina H 2. mjesto: Češka skupina I pobjednik: Srbija skupina I 2. mjesto Hrvatska skupina J pobjednik: Turska skupina J 2. mjesto: Poljska skupina K pobjednik Njemačka skupina K 2. mjesto: Nizozemska |

## Domaćini
| Grad      | Dvorana                           | Kapacitet | Susreti                  |
| --------- | --------------------------------- | --------- | ------------------------ |
| Tokyo     | Yoyogi National Gymnasium         | 12.000    | skupine A, E, Final Four |
| Tokyo     | Tokyo Metropolitan Gymnasium      | 10.000    | Final Four               |
| Matsumoto | Matsumoto City Gymnasium          | 6.000     | skupina C                |
| Hamamatsu | Hamamatsu Arena                   | 7.000     | skupina B                |
| Nagoya    | Nippon Gaishi Hall                | 10.000    | skupina F                |
| Osaka     | Osaka Municipal Central Gymnasium | 10.000    | skupina D                |

## Skupine
| Skupina A                                             | Skupina B                                                    | Skupina C                                                | Skupina D                                                                    |
| ----------------------------------------------------- | ------------------------------------------------------------ | -------------------------------------------------------- | ---------------------------------------------------------------------------- |
| - Japan - Srbija - Poljska - Peru - Alžir - Kostarika | - Brazil - Italija - Nizozemska - Kenija - Portoriko - Češka | - SAD - Kuba - Njemačka - Kazahstan - Tajland - Hrvatska | - NR Kina - Rusija - Južna Koreja - Dominikanska Republika - Turska - Kanada |

### Skupina C
| Br. | Reprezentacija | Utakmice | Utakmice | Utakmice | Setovi | Setovi   | Setovi       | Poeni          | Poeni      | Poeni         | Bodovi |
| Br. | Reprezentacija | igrali   | dobili   | izgubili | dobili | izgubili | set količnik | postotak poena | izg. poeni | poen količnik | Bodovi |
| --- | -------------- | -------- | -------- | -------- | ------ | -------- | ------------ | -------------- | ---------- | ------------- | ------ |
| 1   | SAD            |          |          |          |        |          |              |                |            |               |        |
| 2   | Kuba           |          |          |          |        |          |              |                |            |               |        |
| 3   | Njemačka       |          |          |          |        |          |              |                |            |               |        |
| 4   | Tajland        |          |          |          |        |          |              |                |            |               |        |
| 5   | Hrvatska       |          |          |          |        |          |              |                |            |               |        |
| 6   | Kazahstan      |          |          |          |        |          |              |                |            |               |        |

## Plasman
| Plasman | Momčad                 |
| ------- | ---------------------- |
|         | Rusija                 |
|         | Brazil                 |
|         | Japan                  |
| 4       | SAD                    |
| 5       | Italija                |
| 6       | Turska                 |
| 7       | Njemačka               |
| 8       | Srbija                 |
| 9       | Poljska                |
| 10      | NR Kina                |
| 11      | Nizozemska             |
| 12      | Kuba                   |
| 13      | Južna Koreja           |
| -       | Tajland                |
| 15      | Češka                  |
| -       | Peru                   |
| 17      | Kostarika              |
| -       | Hrvatska               |
| -       | Dominikanska Republika |
| -       | Portoriko              |
| 21      | Alžir                  |
| -       | Kanada                 |
| -       | Kazahstan              |
| -       | Kenija                 |